# 1 Pułk Grenadierów Pieszych Gwardii Cesarskiej

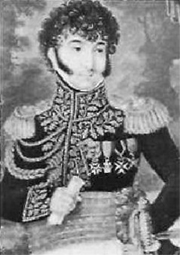
Jean Marie Pierre Dorsenne (1773–1812), dowódca pułku
w latach 1805–1807

1 Pułk Grenadierów Pieszych Gwardii Cesarskiej (fr. 1er Régiment de Grenadiers-à-Pied de la Garde Imperiale) – pułk piechoty Gwardii Cesarskiej I Cesarstwa Francuskiego.
Jego żołnierze brali udział w działaniach zbrojnych okresu wojen napoleońskich, m.in. w bitwie pod Waterloo.

## Nazwy historyczne pułku
- 1799 – Grenadiers-à-Pied de Garde des Consuls
- 1804 – Régiment de Grenadiers-à-Pied de la Garde Consulaire
- 1805 – Régiment de Grenadiers-à-Pied de la Garde Imperiale
- 1806 – 1er Régiment de Grenadiers-à-Pied de la Garde Imperiale
- 1814 – Corps Royale des Grenadiers de France
- 1815 – 1er Régiment de Grenadiers-à-Pied de la Garde Imperiale

## Dowódcy
- 1804 : Joseph Higonet
- 1805–1807 : Jean Marie Pierre Dorsenne
- 1807–1813 : Claude-Etienne Michel
- 1813–1815 : Jean-Martin Petit